# Гантерсвілл (Західна Вірджинія)
Гантерсвілл (англ. Huntersville) — переписна місцевість (CDP) в США, в окрузі Покахонтас штату Західна Вірджинія. Населення — 68 осіб (2020).

## Географія
Гантерсвілл розташований за координатами 38°11′9″ пн. ш. 80°0′55″ зх. д. / 38.18583° пн. ш. 80.01528° зх. д. (38.185962, -80.015187).  За даними Бюро перепису населення США в 2010 році переписна місцевість мала площу 2,93 км², уся площа — суходіл.

## Демографія
Згідно з переписом 2010 року, у переписній місцевості мешкали 73 особи в 36 домогосподарствах у складі 20 родин. Густота населення становила 25 осіб/км².  Було 55 помешкань (19/км²).
Расовий склад населення:
| - 100,0 % — білих |

До двох чи більше рас належало 0,0 %. Частка іспаномовних становила 0,0 % від усіх жителів.
За віковим діапазоном населення розподілялося таким чином: 15,1 % — особи молодші 18 років, 68,5 % — особи у віці 18—64 років, 16,4 % — особи у віці 65 років та старші. Медіана віку мешканця становила 51,3 року. На 100 осіб жіночої статі у переписній місцевості припадало 92,1 чоловіків;  на 100 жінок у віці від 18 років та старших — 87,9 чоловіків також старших 18 років.
Середній дохід на одне домашнє господарство  становив 49 658 доларів США (медіана — 33 750), а середній дохід на одну сім'ю — 38 816 доларів (медіана — 30 227). За межею бідності перебувало 21,2 % осіб, у тому числі 100,0 % дітей у віці до 18 років та 0,0 % осіб у віці 65 років та старших.
Цивільне працевлаштоване населення становило 78 осіб. Основні галузі зайнятості: освіта, охорона здоров'я та соціальна допомога — 25,6 %, транспорт — 19,2 %, будівництво — 16,7 %.